# NK Banjole
NK Banjole je hrvatski nogometni klub iz Banjola pored Pule. Trenutačno se natječe u 3. NL – Zapad.
Svoje domaće utakmice igraju na stadionu Prematinka, u plavim dresovima, dok su im rezervni dresovi žute boje.

## Vanjske poveznice
- Službena web stranica